# توم مودي
توم مودي (2 أكتوبر 1965 في أستراليا - ) (بالإنجليزية: Tom Moody)‏ هو لاعب كريكت أسترالي. شارك في دورة ألعاب الكومنولث 1998. وشارك مع منتخب أستراليا الوطني للكريكت. أما مع النوادي، فقد لعب مع نادي مقاطعة ورسسترشاير للكريكيت ‏ ونادي وارويكشاير للكريكيت ‏ وفريق غرب أستراليا للكريكت ‏.

## وصلات خارجية
- توم مودي على موقع إي آس بي آن كريك إنفو (الإنجليزية)